# Paroisse de Coverdale
Pour les articles homonymes, voir Coverdale.
La paroisse de Coverdale est à la fois une paroisse civile et un ancien district de services locaux (DSL) canadien du comté d'Albert, située dans le Sud-Est du Nouveau-Brunswick. Dans le cadre de la réforme de la gouvernance locale du 1er janvier 2023, le territoire du DSL a été réparti entre la ville de Salisbury, les villages de Fundy Albert et Three Rivers ainsi que la communauté rurale de Sud-Est.

## Toponyme
Coverdale est nommé ainsi d'après la rivière Little, qui s'appelait autrefois la rivière Coverdale.

## Géographie

### Situation
La rivière Petitcodiac borde le territoire au nord. Au Coude, il effectue un virage de plus de 90⁰ pour aller vers le sud, en bordant l'est du territoire.
Les autres cours d'eau importants sont le ruisseau Turtle et la rivière Little.
Le relief est relativement régulier, sauf le sud, où l'altitude dépasse les 100 mètres, et qui fait partie des contreforts des collines calédoniennes.

### Logement
La paroisse comptait 1625 logements privés en 2006, dont 1554 occupés par des résidents habituels. Parmi ces logements, 91,0 % sont individuels, 1,6 % sont jumelés, 0,0 % sont en rangée, 1,6 % sont des appartements ou duplex et 0,6 % sont des immeubles de moins de cinq étages. Enfin, 5,1 % des logements entrent dans la catégorie autres, tels que les maisons-mobiles. 92,9 % des logements sont possédés alors que 7,1 % sont loués. 61,4 % ont été construits avant 1986 et 8,0 % ont besoin de réparations majeures. Les logements comptent en moyenne 7,4 pièces et 0,0 % des logements comptent plus d'une personne habitant par pièce. Les logements possédés ont une valeur moyenne de 129 013 $, comparativement à 119 549 $ pour la province.

### Villages et hameaux
Sur les rives du fleuve, d'amont en aval, se trouvent les communautés de Five Points, à l'embouchure de la rivière Little; Coverdale, à l'embouchure de la rivière Turtle; Riverview, en amont du Coude; Lower Coverdale, en aval du Coude et Stoney Creek, à l'extrémité sud-est du territoire. Dans les terres, on trouve Pine Glen, au sud de Riverview.

## Histoire
La paroisse de Coverdale est situé dans le territoire historique des Micmacs, plus précisément dans le district de Sigenigteoag, qui comprend l'actuelle côte Est du Nouveau-Brunswick, jusqu'à la baie de Fundy.
Au XVIIIe siècle, des Acadiens venus de Petitcoudiac et de Chipoudy fondent, à l'endroit où se trouve maintenant le hameau de Stoney Creek, le village du Cran. Des Acadiens ayant échappé à la Déportation fondent vraisemblablement Babineau, à l'embouchure de la rivière Coverdale, vers 1755. Babineau est détruit par les Britanniques en 1758. Le Cran est probablement le site de la bataille du Cran la même année. Les Acadiens fondent aussi le village de Fourche-à-Crapaud, qui n'existe plus.
Des Allemands de Pennsylvanie s'établissent sur le rivage, au site de la ville de Riverview, en 1765. Des colons de Sackville et du comté de Cumberland, ainsi que des soldats licenciés du fort Cumberland se joignent à eux. Par la suite, leurs descendants fondent des villages de l'arrière-pays comme Turtle Creek.
La paroisse d'Hillsborough est érigée en 1786 dans le comté de Westmorland, à partir d'un ancien canton. La paroisse de Coverdale est séparée de la paroisse d'Hillsborough en 1828. Le comté d'Albert est créé en 1845 à partir d'une portion du comté de Westmorland; il inclut la paroisse de Coverdale. Les limites de la paroisse sont d'ailleurs repoussées jusqu'à la frontière ouest du comté la même année.
Le hameau de Colpitts Settlement, anciennement Little River, est fondé en 1817 par Robert Mitton, originaire de Sackville, joint par des colons de la vallée de la rivière Petitcodiac.
L'école Lower Coverdale est inaugurée en 1957.
La municipalité du comté d'Albert est dissoute en 1966. La paroisse de Coverdale devient un district de services locaux en 1967. Le village de Riverview Heights est constitué la même année dans la paroisse.

## Démographie
(juillet 2016).
Il y avait 4 144 habitants en 2006 contre 3 948 en 1996, soit une hausse de 5 % en 10 ans. Au regard de la population, la paroisse de Coverdale se classe au 40e rang de la province.
| 2001  | 2006  | 2011  | 2016  |
| ----- | ----- | ----- | ----- |
| 4 070 | 4 144 | 4 401 | 4 466 |

## Économie
Entreprise Fundy, membre du Réseau Entreprise, a la responsabilité du développement économique.

## Administration

### Comité consultatif
En tant que district de services locaux, Coverdale est administré directement par le Ministère des Gouvernements locaux du Nouveau-Brunswick, secondé par un comité consultatif élu composé de cinq membres dont un président.
| Période                                  | Période | Identité | Étiquette | Qualité |
| ---------------------------------------- | ------- | -------- | --------- | ------- |
|                                          |         |          |           |         |
|                                          |         |          |           |         |
|                                          |         |          |           |         |
| Les données manquantes sont à compléter. |         |          |           |         |

### Commission de services régionaux
La paroisse de Coverdale fait partie de la Région 7, une commission de services régionaux (CSR) devant commencer officiellement ses activités le 1er janvier 2013. Contrairement aux municipalités, les DSL sont représentés au conseil par un nombre de représentants proportionnel à leur population et leur assiette fiscale. Ces représentants sont élus par les présidents des DSL mais sont nommés par le gouvernement s'il n'y a pas assez de présidents en fonction. Les services obligatoirement offerts par les CSR sont l'aménagement régional, l'aménagement local dans le cas des DSL, la gestion des déchets solides, la planification des mesures d'urgence ainsi que la collaboration en matière de services de police, la planification et le partage des coûts des infrastructures régionales de sport, de loisirs et de culture; d'autres services pourraient s'ajouter à cette liste.

### Représentation et tendances politiques
Nouveau-Brunswick: La paroisse de Coverdale fait partie de la circonscription provinciale d'Albert, qui est représentée à l'Assemblée législative du Nouveau-Brunswick par Wayne Steeves, du Parti progressiste-conservateur. Il fut élu en 1999 puis réélu en 2003, en 2006 et en 2010.
 Canada: Coverdale fait partie de la circonscription fédérale de Fundy Royal, qui est représentée à la Chambre des communes du Canada par Rob Moore, du Parti conservateur. Il fut élu lors de la 38e élection générale, en 2004, puis réélu en 2006 et en 2008.

## Infrastructures et services
Les routes 112 et 114. Le détachement de la Gendarmerie royale du Canada et le bureau de poste les plus proches sont situés à Riverview.
Coverdale possède deux écoles anglophones faisant partie du district scolaire 2. L'école Crossroad Christian Academy, à Colpitts Settlement, est une école indépendante accueillant les élèves de la maternelle à la 12e. L'école Lower Coverdale, à Lower Coverdale, est une école publique accueillant les élèves de la maternelle à la 5e année.
Le quotidien anglophone est Telegraph-Journal, publié à Saint-Jean, et le quotidien francophone est L'Acadie nouvelle, publié à Caraquet.

## Culture

### Personnalités
- John Elisha Peck Hopper (1841-1895), éducateur, administrateur scolaire, prêtre, rédacteur en chef et auteur, né dans la paroisse de Coverdale
- Wayne Steeves (né en 1944), actuel député d'Albert à l'Assemblée législative du Nouveau-Brunswick.

### Architecture et monuments
Le pont couvert de la rivière Little à Colpitts fut construit en 1943 et mesure 30,5 mètres de long. Il est situé sur le chemin Colpitts près de la route 895 mais n'est pas en service. Un autre pont couvert situé le long de la route 910 enjambe la rivière Turtle. Le pont mesure 19,5 mètres de long et fut construit en 1912.